# Kasper Jensen (Eishockeyspieler)
Kasper Jensen (* 28. Mai 1987 in Hvidovre) ist ein dänischer Eishockeyspieler, der seit 2014 bei Esbjerg Energy in der Metal Ligaen unter Vertrag steht.  

## Karriere
Kasper Jensen begann seine Karriere als Eishockeyspieler bei den Herlev Hornets, für deren Profimannschaft er von 2003 bis 2007 in der AL-Bank Ligaen, der höchsten dänischen Spielklasse, aktiv war. Im Laufe der Saison 2006/07 wechselte der Verteidiger innerhalb der AL-Bank Ligaen zu AaB Ishockey, für das er zweieinhalb Jahre lang auf dem Eis stand. Von 2009 bis 2011 lief er für den Ligarivalen Rødovre Mighty Bulls auf. Zur Saison 2011/12 wurde der dänische Nationalspieler vom Bofors IK aus der zweiten schwedischen Spielklasse, der HockeyAllsvenskan, verpflichtet. Anschließend wechselte er innerhalb der HockeyAllsvenskan zum Tingsryds AIF.

### International
Für Dänemark nahm Jensen im Juniorenbereich an der U18-Junioren-Weltmeisterschaft 2005 sowie der U20-Junioren-Weltmeisterschaft der Division I 2007 teil. Im Seniorenbereich stand er im Aufgebot seines Landes bei den Weltmeisterschaften 2011 und 2012. 

## Erfolge und Auszeichnungen
- 2007 Aufstieg in die Top-Division bei der U20-Junioren-Weltmeisterschaft der Division I
- 2016 Dänischer Meister mit Esbjerg Energy

## AL-Bank-Ligaen-Statistik
(Stand: Ende der Saison 2011/12)